# Гимельфарб, Евгений Юзефович
Евгений Юзефович Гимельфарб (род. 17 февраля 1942, Свердловск) — советский и украинский режиссёр, театральный деятель, поэт. Заслуженный деятель искусств Украины (1999).

## Биография
Закончил Одесское театральное художественно-техническое училище (1966). С 1970 года работал актёром и режиссёром. Как режиссёр кукольного театра закончил Харьковский институт искусств (1975).
Режиссёр Одесского областного театра кукол (1975—1977). С 1977 по 1987 год возглавлял Алтайский краевой театр кукол. С 1987 по 1991 год — художественный руководитель Ярославского театра кукол.
Главный режиссёр Харьковского государственного академического театра кукол (1991—2002). Был доцентом кафедры театра кукол Харьковского института искусств. С 2002 — главный режиссёр Одесского областного театра кукол.
Осуществил постановку более чем 90 спектаклей в театрах кукол Украины, России, Венгрии, Америки и других стран. Персональный член UNIMA.
Преподаватель Одесского театрально-художественного училища

## Роли
1. «Чёртова мельница» (И. Штока по мотивам сказки Я. Дрды «Шутки с чертом»)— Люциус, Сольфернус, Исидор
2. «Божественная комедия» И. Штока — Ангел Де
3. 1972 — «Прелестная Галатея» Б. Гадора, С. Дарваша; режиссёр Виктор Афанасьев — Ганимед / Аполлон / Ведущий[2]

## Спектакли
- «Весёлые медвежата» М. Поливановой (1974)
- «Тиль» Г. Горина (1982)
- «Шинель» Н. Гоголя (1984)
- «Двенадцать месяцев» С. Маршака
- «Сказка о золотой рыбке» А. Пушкина (1988)
- «Аистёнок и Пугало» Л. Лопейска и Т. Крчулова (1991)
- «Сказки Андерсена» В. Данилевича (1992)
- «Декамерон» по мотивам Дж. Боккаччо (1992)
- «Мастер и Маргарита» М. Булгакова (1996)
- «Любовь дона Перлимплина» Ф. Гарсиа Лорки (1997)
- «В гостях у дедушки Корнея» Н. Бурой (2000).

## Награды
- Звание «Заслуженный деятель искусств Украины» (1999).